# Verkehrszählgerät
Dieser Artikel wurde auf der  Qualitätssicherungsseite des Portals Transport und Verkehr eingetragen.
Bitte hilf mit, ihn zu verbessern, und beteilige dich an der Diskussion. (+)

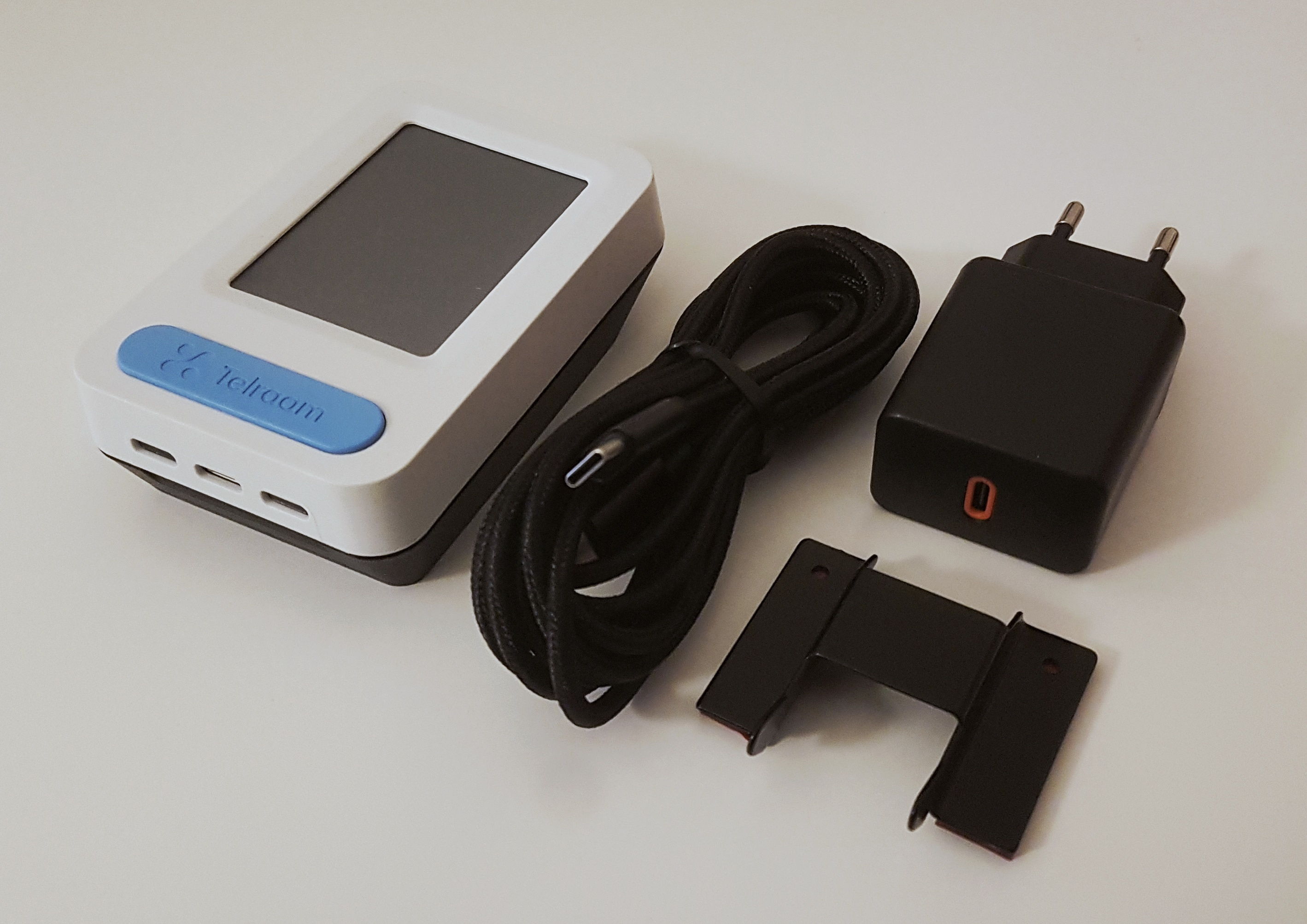
Automatisiertes Verkehrszählgerät für Crowdsourcing und Citizen-Science-Anwendungen

Ein Verkehrszählgerät (auch „Seitenradar“ oder „Verkehrserfassungsgerät“) ist ein Verkehrsdatenerfassungssystem und dient der Verkehrserhebung.

## Verwendung
Das Verkehrszählgerät wird zur Verkehrszählung und -messung einzelner Straßenabschnitte eingesetzt. Dazu wird es seitlich neben der entsprechenden Straße angebracht und dokumentiert die entsprechende Verkehrsnutzung.
Es kommen dabei sowohl mobile als auch fest installierte Geräte zum Einsatz. Erfasst werden Geschwindigkeit, Anzahl der Fahrzeuge, die gewählten Fahrspuren, Uhrzeit und die Fahrzeugklassen. Eine Bilddokumentation erfolgt nicht. Die erhobenen Daten können Grundlage von Straßenbauplanung, Lärmanalyse, Verkehrsentwicklung und Verkehrsplanung (bspw. Verbesserung des Verkehrsfluss oder Minimierung von Durchgangsverkehr) sein.
Durch die Zusammenführung von Ergebnissen zeitlich und geografisch benachbarter Zählgeräte können repräsentative Verkehrsmodelle abgeleitet werden.

## Erscheinungsformen

### Hilfsgeräte zur manuellen Zählung
Zur manuellen Zählung im Zuge von Stichproben oder Verkehrsversuchen können neben der schriftlichen Erfassung per Strichliste auf Zählblatt auch Handzähler und entsprechende digitale Zählhilfen zur Anwendung kommen. Letztere finden beispielsweise bei ortsfernen Auswertungen von Verkehrskameras Verwendung. Kordonzählungen können mit spezifischer Open-Source-Software unterstützt werden.

### Automatische und teilautomatisierte Zählsysteme
In stationären wie mobilen Verkehrszählgeräten von Behörden wie Fahrradzählern und Dauerzählstellen können diverse Sensoren wie Pneumatikschläuche, Induktionsschleifen, Schalldetektoren, Lichtschranken und Radar zu Anwendung kommen. Insbesondere durch die maschinelle Bilderkennung und Videoauswertung per künstlicher Intelligenz erfolgte die erleichterte Integration in bestehende Verkehrsüberwachungssysteme der Verkehrsleitzentralen sowie die miniaturisierte Anwendung im semiprofessionellen und über mehrere Einzelanwender verteilten Kontext.

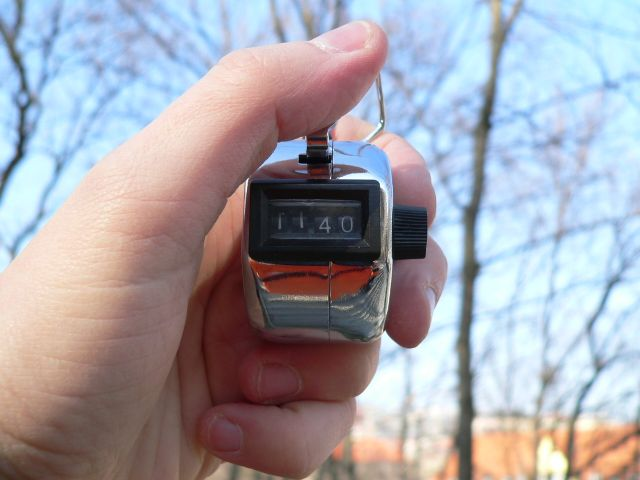
Handzähler
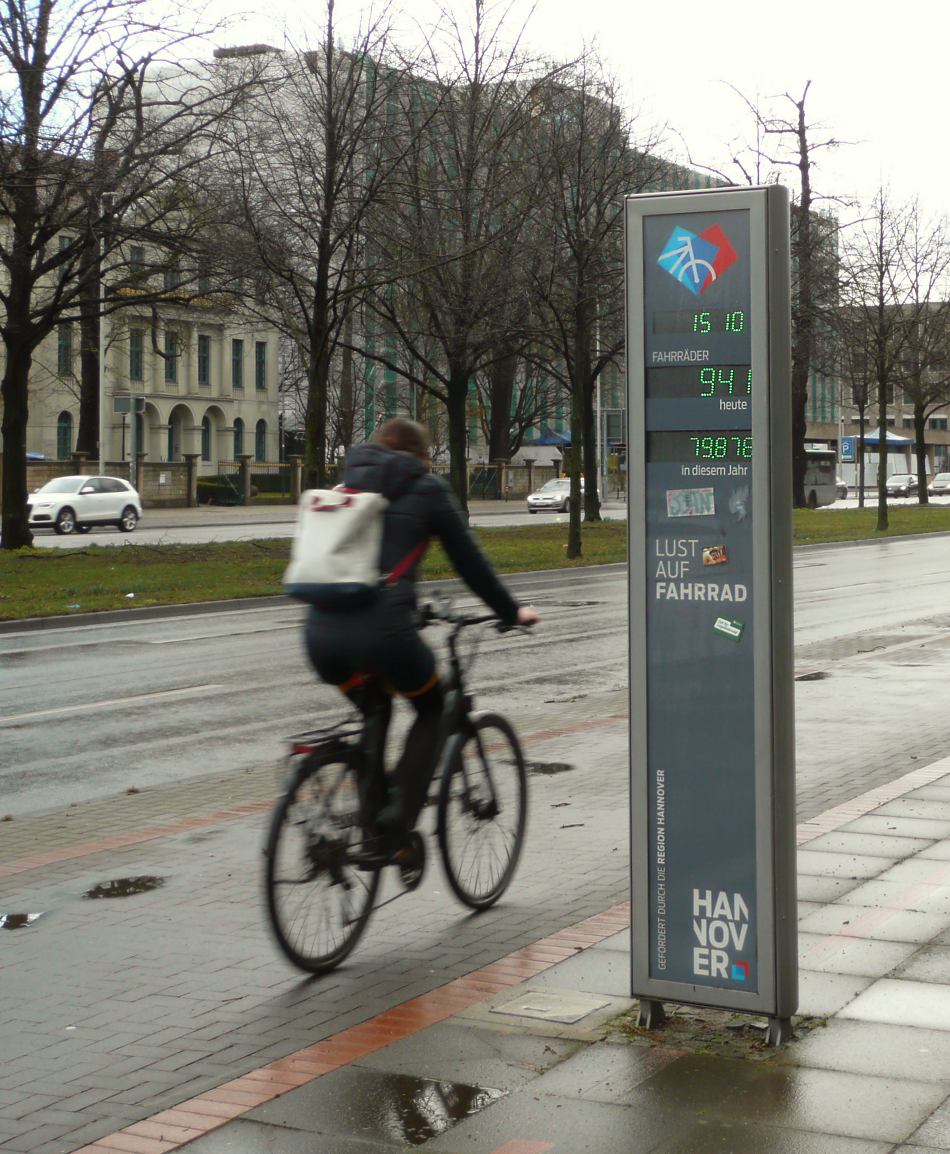
Urbane Fahrradzählanlage
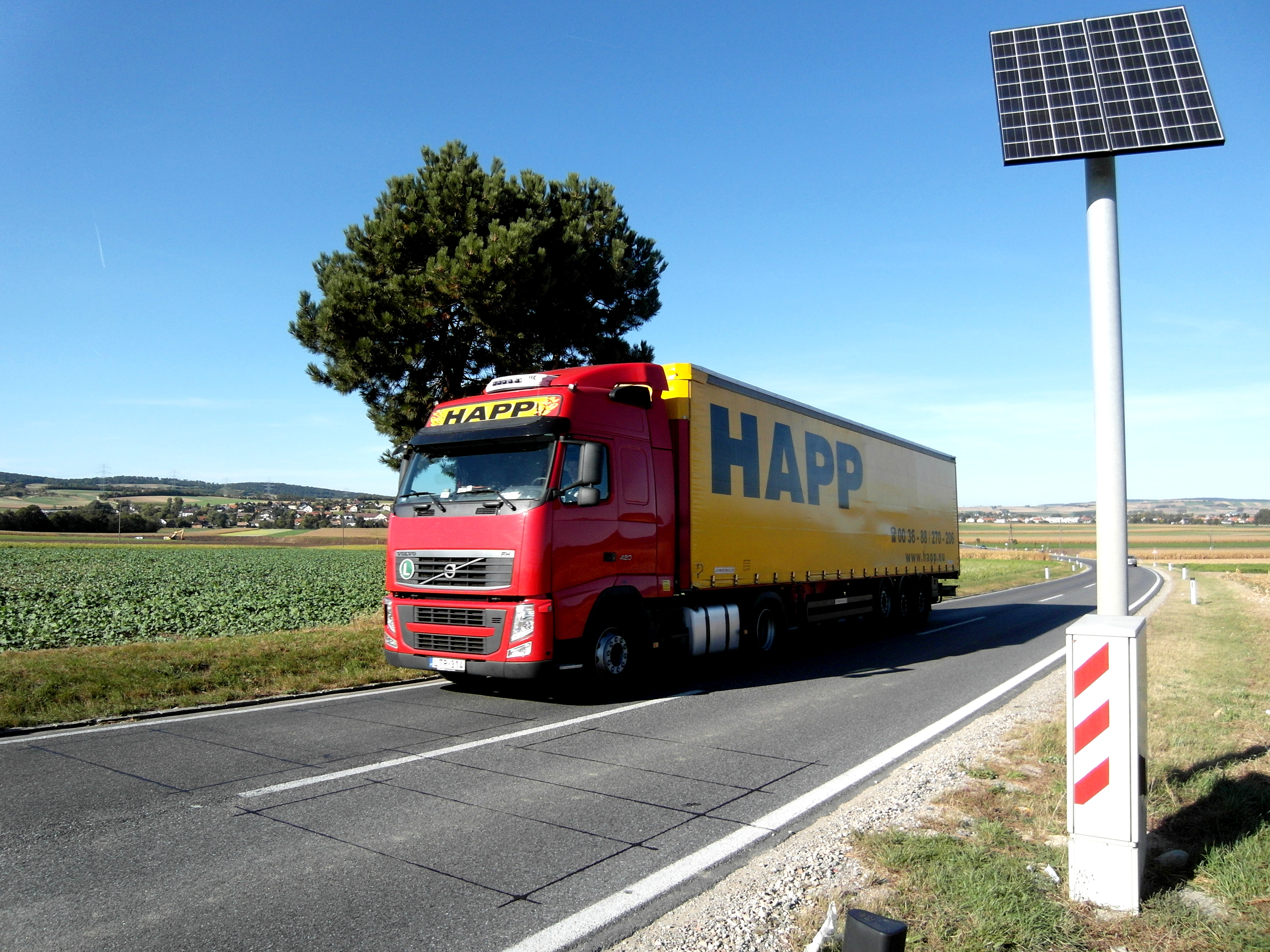
Dauerzählstelle an einer Landstraße
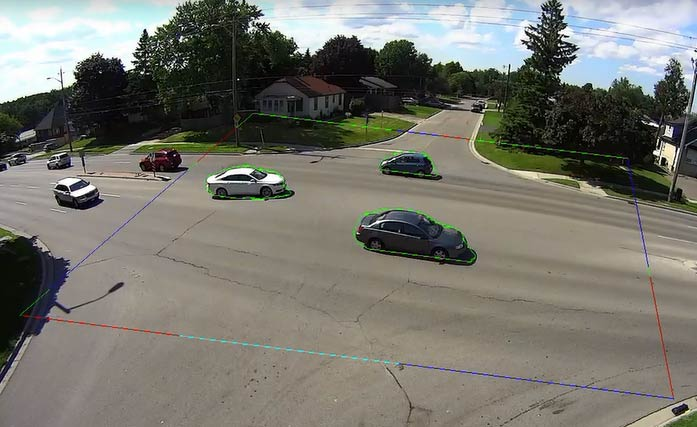
Oberfläche einer videogestützten Verkehrszählung